# Keita Yoshioka
Keita Yoshioka (japanisch 喜岡 佳太 Yoshioka Keita; * 5. Oktober 1997 in der Präfektur Tokio) ist ein japanischer Fußballspieler.

## Karriere
Yoshioka erlernte das Fußballspielen in der Schulmannschaft der Funabashi Municipal High School und der Universitätsmannschaft der Niigata University of Health and Welfare. Seinen ersten Vertrag unterschrieb er 2020 beim AC Nagano Parceiro. Der Verein aus Nagano spielte in der dritthöchsten Liga des Landes, der J3 League. Dort absolvierte der Innenverteidiger in zweieinhalb Jahren 58 Drittligaspiele und konnte dabei drei Treffer erzielen. Im Sommer 2022 wechselte er zum Zweitligisten Montedio Yamagata. Hier kam er in zwei Spielzeiten auf neun Einsätze in der zweiten Liga. Am 1. Februar 2024 wechselte er auf Leihbasis zu dem ebenfalls in der zweiten Liga spielenden Blaublitz Akita. Für den Verein aus Akita bestritt er 21 Ligaspiele. Nach der Ausleihe kehrte er im Januar 2025zu Montedio zurück. Hier wurde sein Vertrag jedoch nicht verlängert. Im Februar 2025 verpflichtete ihn der Zweitligist Renofa Yamaguchi FC aus Yamaguchi.